# Lutterloh

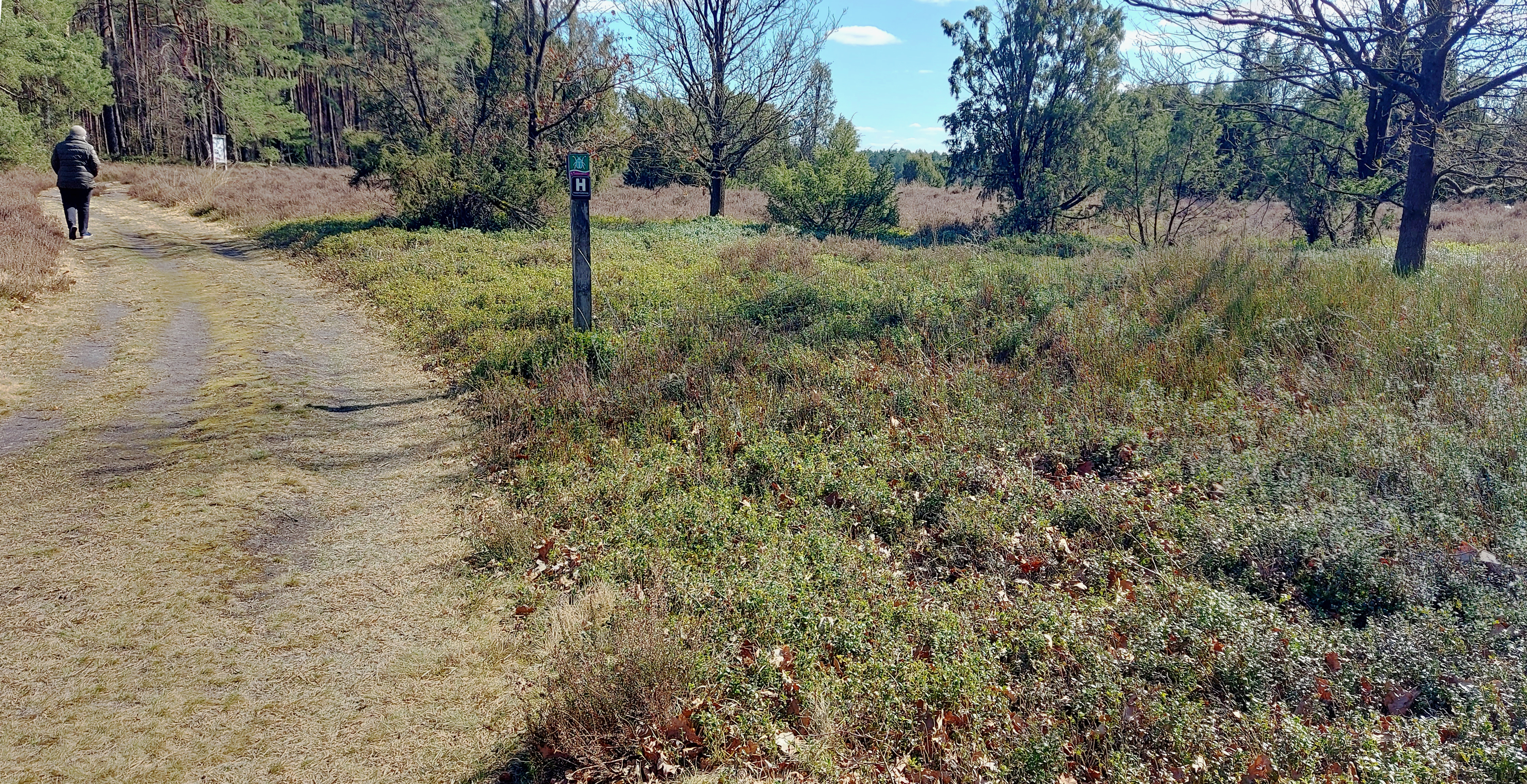
Heide am Schillohsberg (NSG)

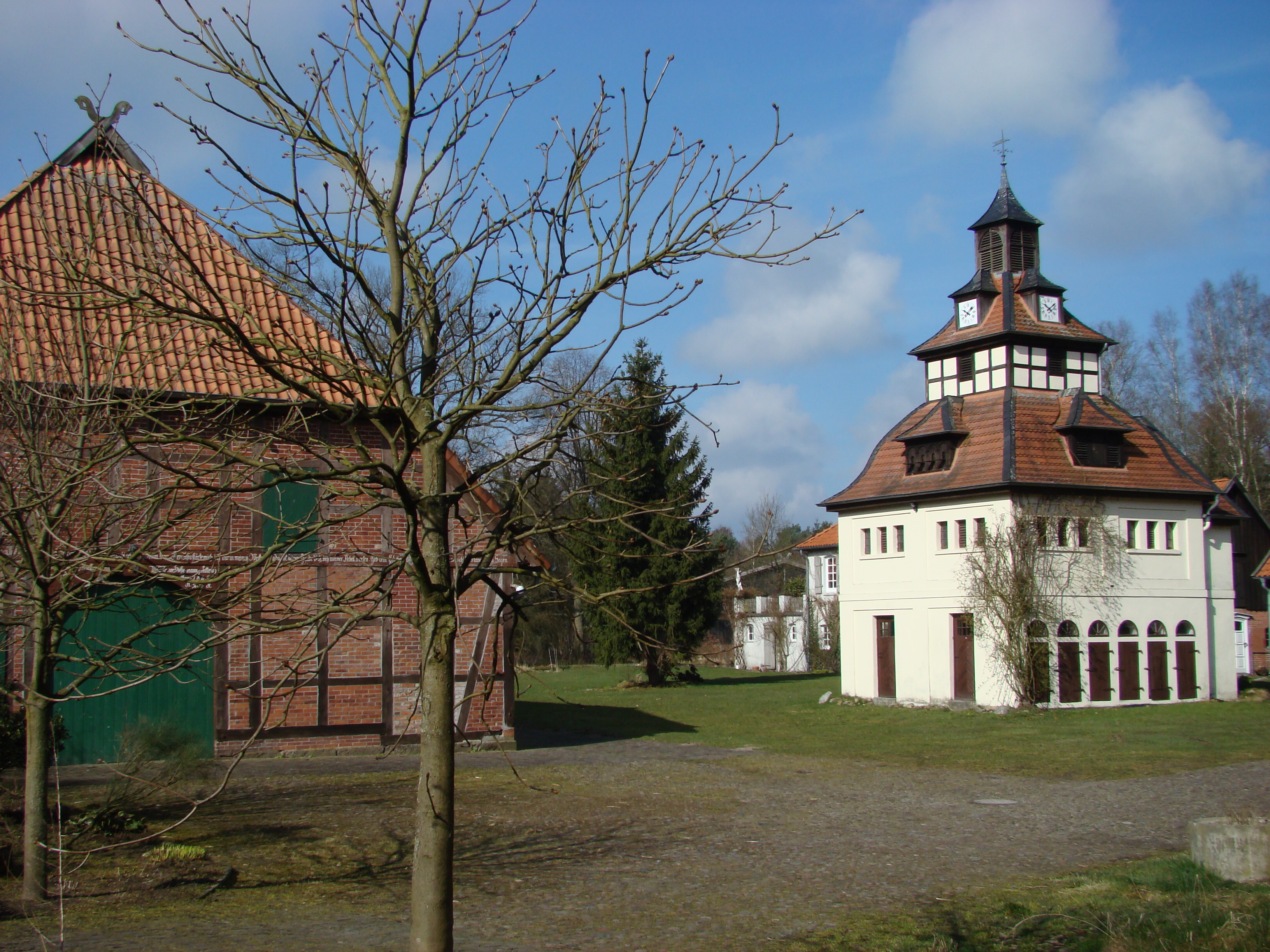
Ehemaliger Hof Hiestermann mit historischem, denkmalgeschütztem Taubenschlag mit Glockenturm

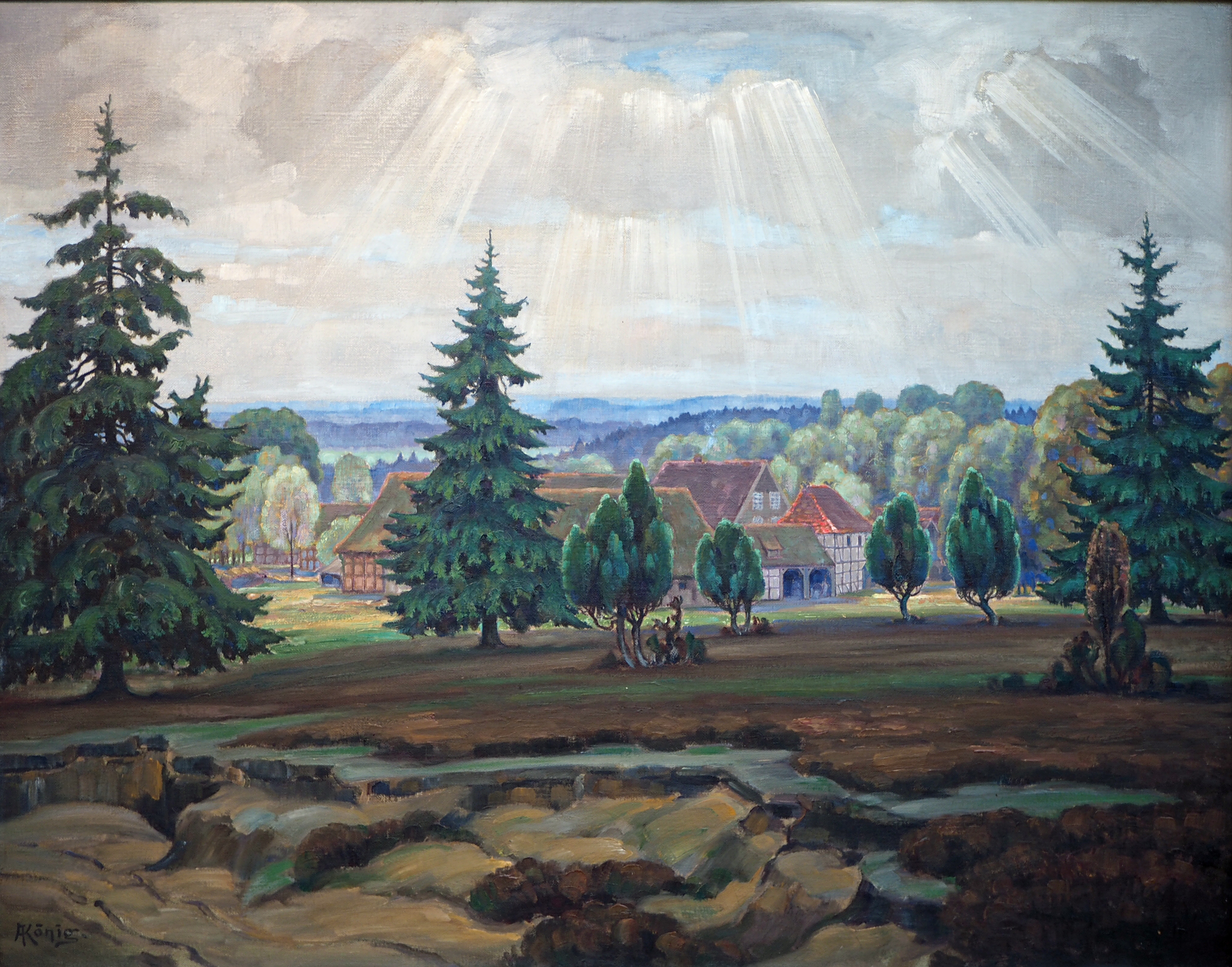
Hof Hiestermann in Lutterloh Gemälde von Albert König (1928)

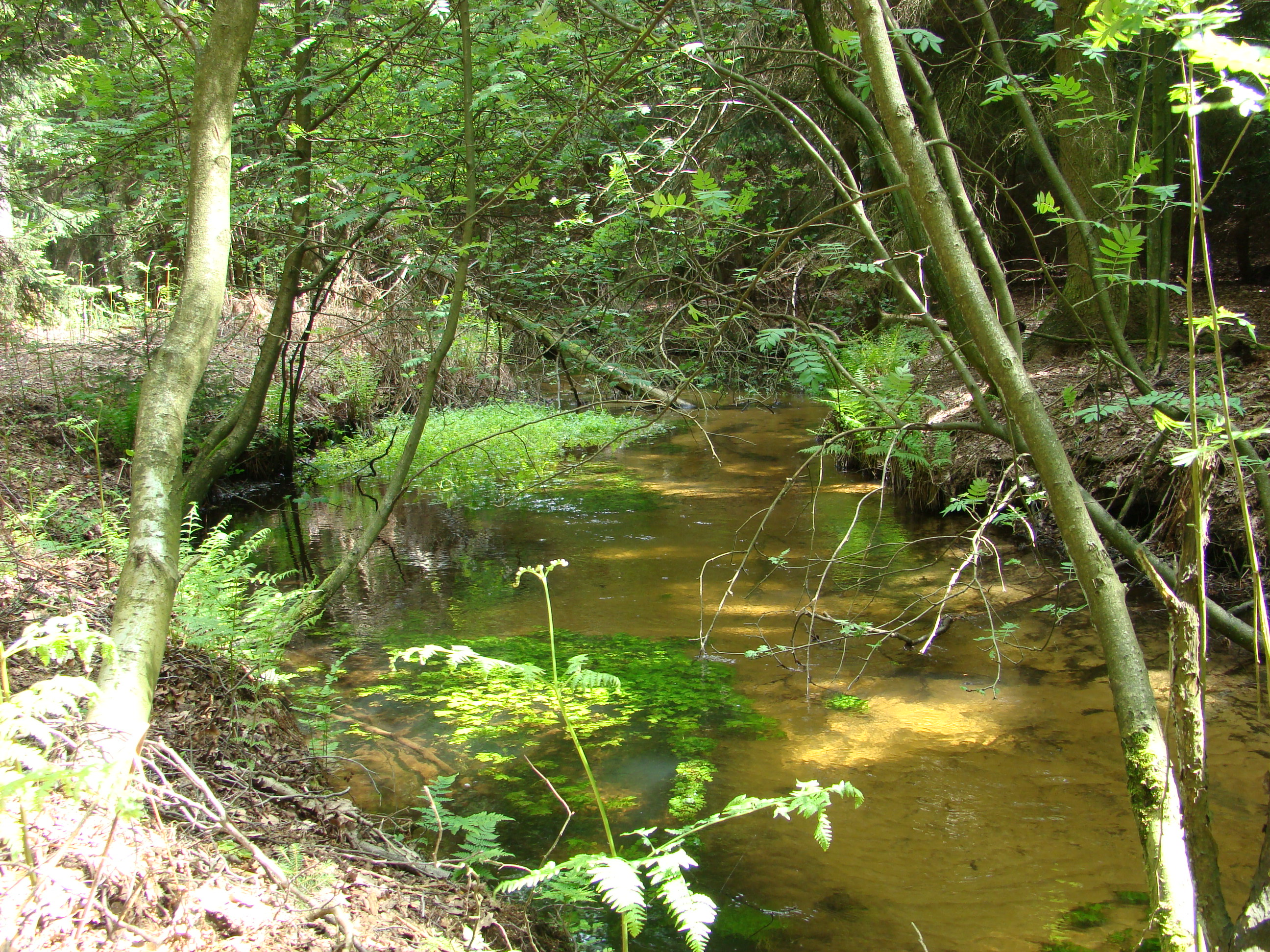
Der Weesener Bach bei Lutterloh

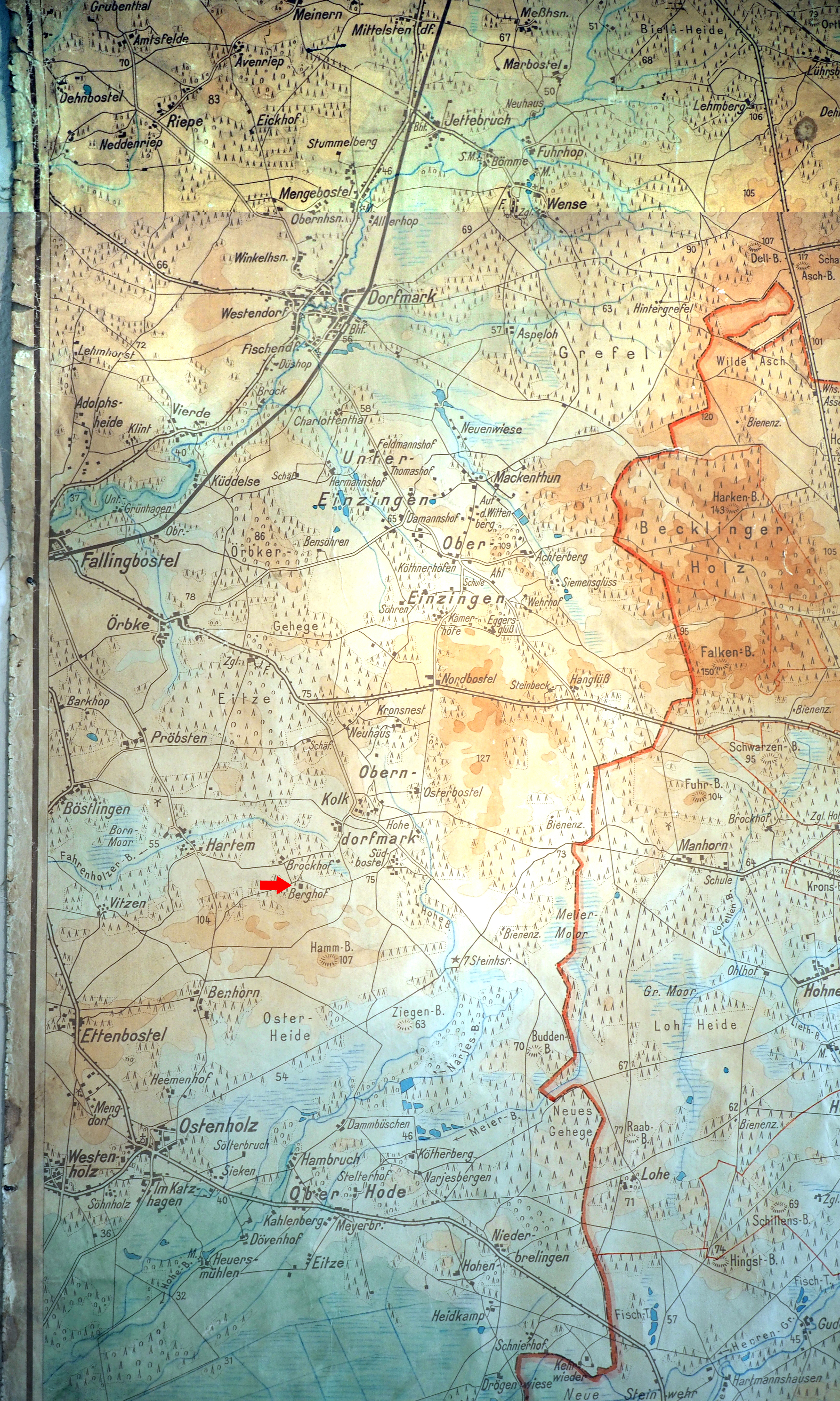
Historische Karte der Heidmark (Berghof ist gekennzeichnet)

Lutterloh ist eine Ortschaft in der Gemeinde Südheide in Niedersachsen, die etwa 9 km östlich von Hermannsburg und 5 km westlich von Unterlüß liegt. Im Ort mit den Ortsteilen Funkturm, Neu-Lutterloh, Schröderhof und Schafstall wohnen 321 Einwohner.

## Geographie
Durch den Ort fließt der Weesener Bach, dessen gesamter Lauf mit seinem Randbereich, insgesamt 348 ha, 1999 unter Naturschutz gestellt wurde.
Östlich von Lutterloh liegt die „Heide am Schillohsberg“ mit einer Größe von etwa 73 ha. Die Fläche war ein Teil des ehemaligen Naturschutzgebietes LG 212 Heideflächen mittleres Lüßplateau. Das Gebiet ist seit 30. Juli 2019 durch das neue Naturschutzgebiet "Heiden und Magerrasen in der Südheide" (LÜ 334) geschützt.
Unmittelbar nördlich des Ortes befindet sich, mit einer Größe von etwa 11 ha, die „Heidefläche am Weesener Weg“. Auch dieses Gebiet war Teil des ehemaligen Naturschutzgebietes „Heideflächen mittleres Lüßplateau“, wurde aber nicht in das neue NSG „Heiden und Magerrasen in der Südheide“ aufgenommen.

## Geschichte
Aufgrund von Angaben in alten Chroniken wird vermutet, dass Lothar III., bekannt als Lothar von Süpplingenburg, 1075 oder früher in Lutterloh geboren wurde. Er war König (1125–1137) und Kaiser (1133–1137) im Heiligen Römischen Reich.
Die alte „Büntingsche Chronik“ berichtet darüber:

„Sein Vater, Graf Gebhardt der Andere, ist 1075 in der Schlacht bei Negelstedt (bekannt als die Schlacht bei Homburg an der Unstrut) gegen Kaiser Heinrich dem vierden gedienet, in der Schlacht umbkommen. Wenig Tage für derselben Schlacht ist Hertzog Lutther zu Lutterloh im Lüneburgischen Lande nicht weit von der Stadt Zelle in diese Welt geboren. Daher der Ort hernach von ihm befreit und aller Beschwerden entnommen worden. Diese Freiheit hat bei Regierung Herzog Ernsten (des Bekenners) zu Lüneburg ein Amtmann aufheben und den Bauern dienstbar machen wollen ...“

Es existierte in Lutterloh tatsächlich der abgabefreie Behrensche Hof. Die Geschichtsforscher nehmen aber an, dass ein unehelicher Sohn des Kaisers Lothar III. Besitzer des Hofes gewesen ist.
Das Welfenmuseum ist im Besitz von Lothars Taufstein. Dieser ist aber nachweislich erst einige Jahrhunderte später entstanden.
Der Maler Gustav Koken, der sich oft für seine Landschaftsbilder in der Südheide aufhält, malt hier das Bild „Hof bei Lutterloh“. Dieses Gemälde wurde der Prinzessin Maria-Luise von Hannover-Cumberland zu ihrer Hochzeit mit Prinz Maximilian von Baden geschenkt.
Im Zuge der Errichtung des Truppenübungsplatzes Bergen erfolgte vom Sommer 1935 bis Mai 1936 die Umsiedlung der in der Heidmark ansässigen Bevölkerung und die Räumung fast des gesamten Gebietes. Die Bauernfamilie Meyer war Besitzer des „Berghofs“, eines einstelligen Bauernhofes in der ehemaligen Gemeinde Hartem. Hans Stuhlmacher bezeichnete den Berghof mit seinen stolzen Eichen am Bach- und Wiesental, als einen der schönsten Höfe in der Heidmark. Familie Meyer wurde nach Lutterloh umgesiedelt und bewirtschaften jetzt hier einen Bauernhof.

### Alter Postweg

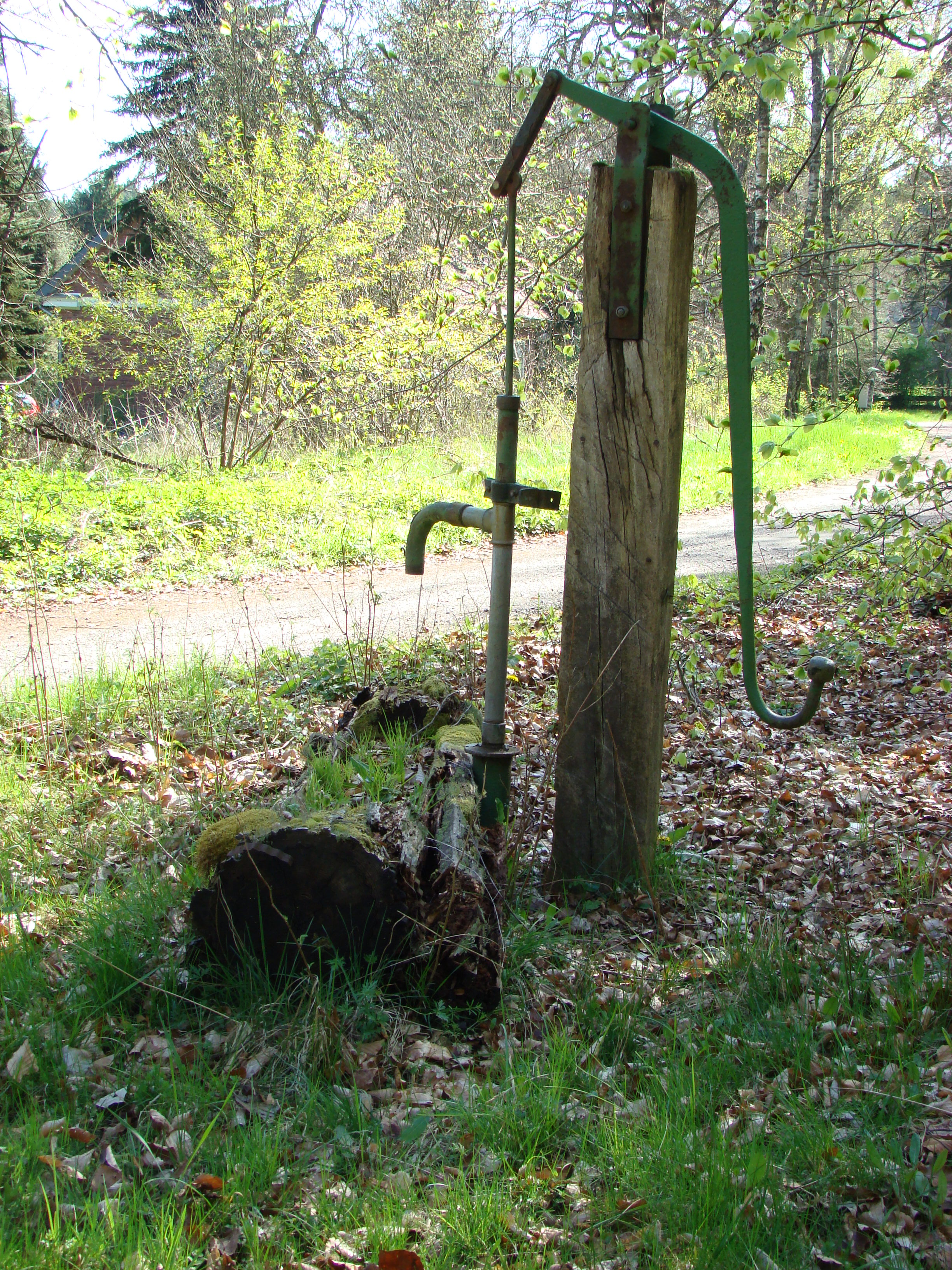
Pferdetränke mit Schwengelpumpe an der ehemaligen Poststation Schafstall

Luftlinie 3,5 km südöstlich der Ortschaft Lutterloh befindet sich die Siedlung Schafstall („Schafstal“ auf der Karte). Hier richtete Stechinelli 1682 eine Poststation mit Sattelhof ein, nachdem ihm 4 Jahre zuvor das Postwesen der welfischen Herzogtümer übertragen worden war. Die Poststraße Hannover–Lüneburg führte von Hannover über Engensen, Celle, Garßen, Rebberlah, Schafstall, Dreilingen, Groß Süstedt, Ebstorf nach Lüneburg. Die Straße war seit dem Mittelalter bereits ein Fracht- und Karrenweg. Die reitende und fahrende Post befuhr diese Straße seit dem Jahre 1641.
Der dänische Dichter Jens Immanuel Baggesen schrieb im Jahre 1794 anlässlich seiner Reise durch Deutschland, die Schweiz und Frankreich u. a.:

„Kaum hatten wir eine halbe Meile jenseits Schaafsthal zurückgelegt ... Der eigentlich öde und traurige Theil des Wegs von Lüneburg bis Celle fängt hier an. Sand, Haide und Moor, umgeben von ewigen Tannen- und Fichtenwäldern, ist Alles, was man entdeckt. Nicht ein einziges Dach – kein Wasser – kein Mensch – kein Thier - selbst nicht die Luft, – wenn ich eine fürchterliche Menge von Raben ausnehme ...“

Nachdem zwischen Celle und Uelzen eine neue Straße gebaut war, wurde die Poststation 1795 in Schafstall aufgegeben und in den Ort Eschede verlegt.

## Atomare Wiederaufbereitungsanlage
1972 wurden im Auftrag des Bundesforschungsministeriums 26 Salzstöcke auf die Tauglichkeit als Deponie für radioaktiven Müll untersucht. Im Februar 1976 wurde bekannt, dass der damalige Ministerpräsident Niedersachsens, Ernst Albrecht, drei Standorte für die im Atomprogramm vorgesehene atomare Wiederaufbereitungsanlage vorgeschlagen hatte, zu der auch ein Endlager in einem Salzstock gehören sollte.
Neben Lutterloh kamen Wahn (Emsland) und Lichtenhorst daraufhin als Standorte in die engere Auswahl. In Hermannsburg, Unterlüß, Eschede und Celle entstanden in dieser Zeit Bürgerinitiativen gegen Atomanlagen, von denen die seinerzeit bedeutendste die BI Südheide war. Die drei zunächst vorgesehenen Orte wurden alle verworfen. Die Geologen empfahlen später Gorleben für die Einrichtungen zur Zwischenlagerung, Weiterbehandlung und möglichen Endlagerung radioaktiven Abfalls.

## Politik
Der Ort gehörte früher zur Gemeinde Weesen. Im Zuge der Gebietsreform in Niedersachsen wurde Lutterloh 1973 der Gemeinde Unterlüß angegliedert, während Weesen der Einheitsgemeinde Hermannsburg zugerechnet wurde.
Mit der Fusion von Unterlüß mit der Nachbargemeinde Hermannsburg zum 1. Januar 2015 kam der Ort zur Gemeinde Südheide.

### Ortsrat
Der Ortsrat von Lutterloh besteht aus fünf Ortsratsmitgliedern. Bei der Kommunalwahl 2021 ergab sich folgende Sitzverteilung:
- Wählergemeinschaft Lutterloh: 5 Sitze

### Ortsbürgermeister
Ortsbürgermeister ist Heinrich-Friedrich Meyer (CDU).

## Persönlichkeiten
- Tilopâ Monk (13. September 1949 als Rüdiger Frank in Lutterloh; † 23. Juni 2010 in Wuppertal), war ein bildender Künstler.
- Günter Mast († 28. Februar 2011 in Lutterloh) war ein deutscher Manager, Geschäftsführer der Mast-Jägermeister SE

Bekannt wurde Mast als Sponsor von Eintracht Braunschweig und durch die Jägermeister-Werbung im Profisport und in den Medien.